# Adolf zu Bentheim-Tecklenburg
Adolf Moritz Casimir Karl Adalbert Hugo Arthur, 5. Fürst zu Bentheim-Tecklenburg (* 29. Juni 1889 in Rheda; † 4. Januar 1967 in Köln) war als fünfter Fürst ab 1909 Oberhaupt des Hauses Bentheim-Tecklenburg.

## Familie
Er war der Sohn des regierenden Fürsten Gustav zu Bentheim-Tecklenburg (1849–1909) und dessen Ehefrau Thekla von Rothenberg (1862–1941).
Adolf zu Bentheim-Tecklenburg heiratete am 26. Juli 1922 Amélie Prinzessin von Schönburg-Droyßig (1902–1995), Tochter des Heinrich Prinz von Schönburg-Droyßig und Olga Prinzessin zu Löwenstein-Wertheim-Freudenberg.
Das Paar hatte vier Kinder, Moritz-Casimir, Nicolaus, Gustava und Heinrich Karl. Die Familie lebte bis 1946 auf Schloss Rheda und danach auf Haus Bosfeld bei Rheda.
Erbe und Oberhaupt des Hauses Bentheim-Tecklenburg wurde sein ältester Sohn Moritz-Casimir (1923–2014).

## Leben
Adolf besuchte zunächst das Humanistische Gymnasium zu Gütersloh und trat 1909 beim Potsdamer Leib-Garde-Husaren-Regiment ein. Im April 1910 erhielt er sein Leutnantspatent und wurde 1913 als Attaché zur Botschaft in London kommandiert.
Im Ersten Weltkrieg geriet er bereits im November 1914 in Gefangenschaft, entkam aber drei Jahre später. 
1918 erwarb er von Friedrich Overweg Haus Letmathe in Iserlohn.
Er war im Folgenden Mitglied im Stahlhelm, der Reichskraftfahrerstaffel und der Deutschen Adelsgenossenschaft. 1932 wurde er deren Vorsitzender (Adelsmarschall) und verkündete auf dem Adelstag:

„Wir stehen an einer Schicksalswende. Mit elementarer Gewalt ringt die nordische Seele in unserem Volke mit den artfremden Mächten, die westlerische, undeutsche Demokratie uns beschert hat. Wieder einmal lodern die Flammenzeichen, und aus dem Norden bricht der Freiheit Licht ... Erkenne deine Wesensart, deutscher Adel, erkenne die Stunde deines Volkes, dem du zugehörst; es ist Schmiedezeit.“

Am 22. Juni 1933 wurde er von Hitler empfangen, dem er versprach, die mangelnde Begeisterung des Adels für den Nationalsozialismus zu beheben. Als Reaktion auf Kritik aus der NSDAP an der Adelsgenossenschaft hob er Hitler gegenüber den langjährigen Kampf des Adelsblattes gegen artfremde Einflüsse, Judentum, Westlertum und Amerikanismus heraus. Es folgte der Ausschluss aller Mitglieder, die nicht bis mindestens 1750 den Nachweis nichtjüdischer Vorfahren führen konnten.
Zum 1. Mai 1937 trat er der NSDAP bei (Mitgliedsnummer 5.135.969).
Auf Anweisung der Besatzungstruppen musste Adolf Fürst zu Bentheim-Tecklenburg 1946 mit seinen Angehörigen das Schloss Rheda verlassen und ins Haus Bosfeld übersiedeln. Um die hohen Kosten für die Unterhaltung und Restaurierung des Rhedaer Schlosses zu decken, blieb auch nach der Aufhebung des Evakuierungsbefehls ein großer Teil seiner Oberburg- und Vorburggebäude vermietet.
In den 1960er Jahren kümmerte sich Fürst Adolf um die Restaurierung des Kirchengebäudes (Kapellenturm) aus dem Jahre 1119 – wissenschaftlich begleitet durch die Kunsthistoriker und Denkmalpfleger Karl Eugen Mummenhoff und Hans Thümmler.
Im Jahr 1954 gründete er zusammen mit dem Möbelhersteller Helmut Lübke in Rheda die Firma COR Sitzmöbel.
Jahrelang war er Präsident des „Vereins der Deutschen Standesherren“ und Vorsitzender des „Vereins der Westfälischen Adelsarchive“, welchen er mitbegründet hatte.
Seit 1958 bis zu seinem Tod lebte er mit seiner Ehefrau im Rötteken-Palais, dem Alterswohnsitz in Rheda. Adolf Fürst zu Bentheim-Tecklenburg starb 1967 bei einem Autounfall.

## Schriften (Auswahl)
- Das Fortbestehen der Gothaischen Genealogischen Taschenbücher gefährdet. In: Deutsches Adelsblatt, Nr. 41 vom 8. Oktober 1932, S. 569.
- Ein Mahnruf! In: Deutsches Adelsblatt, Nr. 1 vom 1. Januar 1933, S. 1. (Digital)
- Organisationsänderungen in der Deutschen Adelsgenossenschaft. In: Deutsches Adelsblatt, Nr. 1 vom 1. Januar 1933, S. 3.
- An den reinblütigen deutschen Adel. In: Deutsches Adelsblatt, Nr. 38 vom 16. September 1933, S. 661.
- Unser Weg. In: Deutsches Adelsblatt, Jg. LII, Berlin 1934, Nr. 1 vom 1. Januar 1934, S. 1–3.
- Nationalsozialismus ist Adel. In: Deutsches Adelsblatt, Nr. 16 vom 14. April 1934, S. 277–278.
- Die Ahnentafel (Aufruf des Adelsmarschalls). In: Kreuz-Zeitung, Berlin, Ausg. vom 19. April 1934.
- Gestaltwandel im deutschen Adel, Zu den Aufgaben der Deutsche Adelsgenossenschaft. In: Deutsches Adelsblatt, Nr. 22 vom 29. Mai 1937, S. 701.
- Schönes Altes Rheda. Erinnerungen des Fürsten Adolf zu Bentheim-Tecklenburg, Selbstverlag, 1975.

## Film
- Dynastien in NRW – Die Fürsten zu Bentheim-Tecklenburg. WDR - Reportage von Jobst Knigge (45 Min.), Ausstrahlung am 3. Januar 2010.[12]